# Sirči
Sirči – wieś w Słowenii, w gminie miejskiej Koper. 1 stycznia 2018 liczyła 43 mieszkańców.